# リゴー・ド・ジュヌイイー級巡洋艦
リゴー・ド・ジュヌイイー級巡洋艦 ( Rigault de Genouilly classe) はフランスが建造した鉄骨木皮構造の機帆走巡洋艦である。フランス海軍での類別は三等巡洋艦。

## 概要
本級は1872年から続く植民地警備用の小型巡洋艦の流れをくむ物で、その最初のグループである。
平時の植民地警備、戦時での偵察・哨戒任務にあたるクラスとして小型ながら兵装の強化と速力の向上が要求性能にあったために艦形が既存の通報艦よりも大型な約1,800トンの大型艦となった。このため、大型で細くて長い船体を実現化すべく初めて鉄骨・木皮の船体を採用した。

## 艦形について

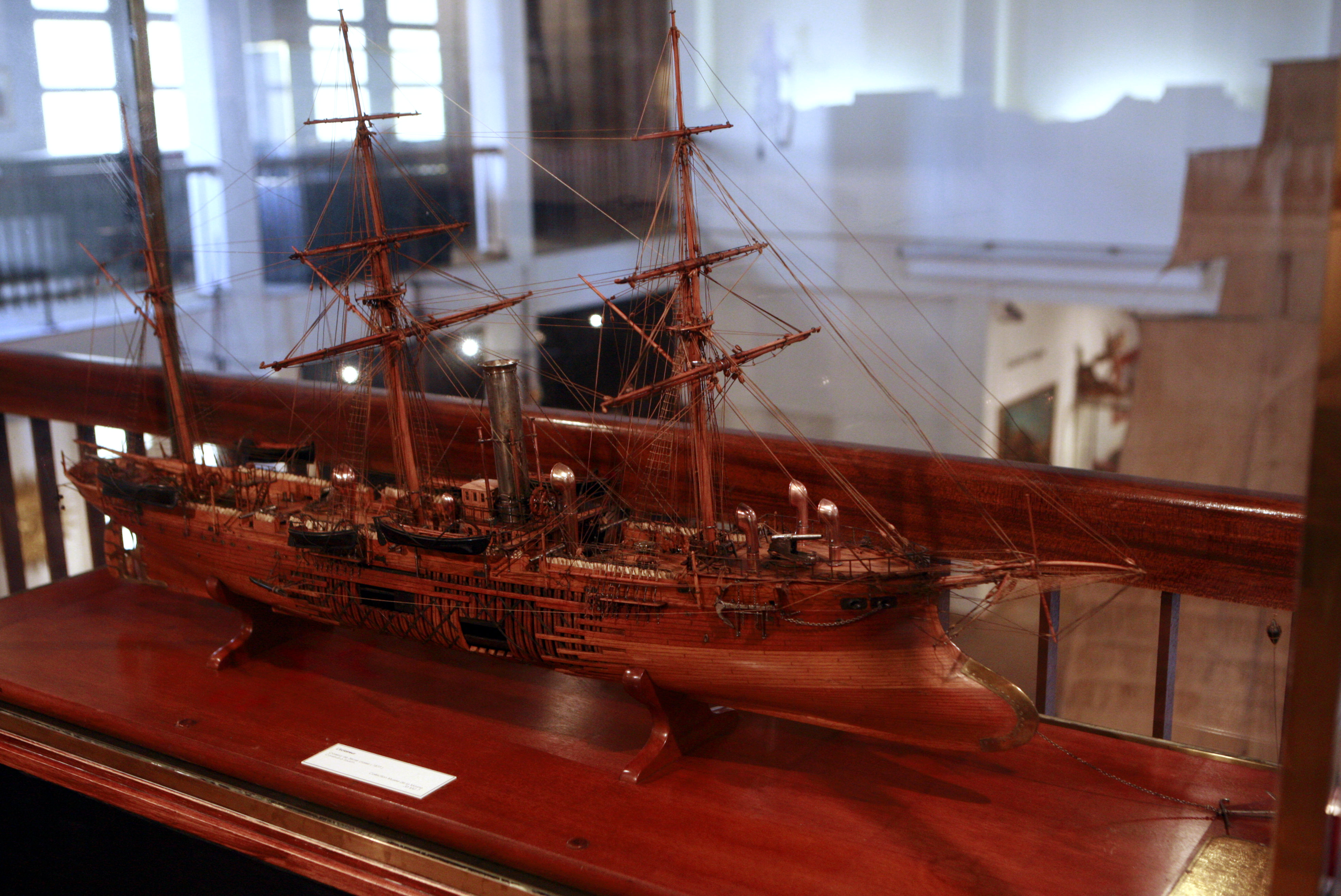
写真は「エクレルール」の模型。

本級の船体形状は当時、フランス海軍が主力艦から軽艦艇に至るまで主に導入していたタンブル・ホーム型船体である。これは、水線部から上の構造を複雑な曲線を用いて引き絞り、船体重量を軽減できる船体方式で、他国では帝政ロシア海軍やドイツ海軍、アメリカ海軍の前弩級戦艦や巡洋艦にも採用された。外見上の特徴として水線下部の艦首・艦尾は著しく突出し、かつ舷側甲板よりも水線部装甲の部分が突出すると言った特徴的な形状をしている。このため、水線下から甲板に上るに従って船体は引き絞られ甲板面積は小さくなっている。これは、備砲の射界を船体で狭められずに広い射界を得られる。
本艦の船体形状は前級と同じく乾舷の高い艦首から低い艦尾までなだらかに傾斜する平甲板型船体で「リゴー・ド・ジュヌイイー」はバーク式で「エクレルール」がシップ式で異なる形式の帆走用マストを3本供えていた。水面部が突出した艦首から艦首甲板上に主砲の14cm単装砲が旋回砲架に載せられて1基、船体中央部に防楯の付いた単装砲架で片舷3基ずつ、艦尾側に14cm単装砲が旋回砲架に載せられて1基の計8基である。1番マストと2番マストの間に箱型の艦橋が設けられ、その上は船橋が設けられて露天の操舵艦橋となっている。船体中央部の1本煙突の周囲は艦載艇置き場となっており、船体中央部の舷側に2本1組のボート･ダビットが片舷2組の計4組により運用された。後部甲板上に３番マストの順である。

## 同型艦
- リゴー・ド・ジュヌイイー（Rigault de Genouilly）
- エクレルール（Eclaireur）

## 参考図書
- 「Conway All The World's Fightingships 1860-1905」（Conway）
- 「Conway All The World's Fightingships 1906-1922」（Conway）
- 「世界の艦船増刊第50集　フランス巡洋艦史」(海人社)